# ابراهیم غافقی
ابواسحاق، ابراهیم بن احمد غافقی (۱۲۴۳–۱۳۱۶م) (نسب:ابراهیم بن احمد بن عیسی بن یعقوب) زبان و قرائت‌شناس عربی اندلسی بود. در اشبیلیه زاده شد و از کودکی در سبته ساکن شد. ابن حجر عسقلانی نوشته که بزرگترین پیشوای علم لغت در روزگار خود در اندلس بود. او نویسندهٔ «شرح کتاب الجمل للزجاجی» است.